# بمبري
 بمبري  بالفارسية ( روستاى بمبری )
قرية صغيرة، تـتبع البلدة المركزية (القابندية) (بالفارسية: بخش مرکزی شهرستان گاوبندی (پارسيان) )، في محافظة هرمزگان في جنوب إيران.

## حدود قرية بمبري
حدود قرية بمبري: من الشمال: جبل، ومن الجنوب فوارس ، ومن الغرب قرية کناردان، ومن الشرق تنتهي بقرية فومستان .

## السكان
يبلغ عدد سكان هذه القرية حسب تعداد السكان لعام 2006 للميلاد، 364 نسمه تشكل (45عائلة) من أهل السنة والجماعة، وعلى المذهب الشافعي .
سكان هذه القرية من الأصول العربية ويتكلموناللغتي العربية والفارسية، لهم عدة مساجد، ومدرسة، وعيادة صحية صغيرة، وبركتان لحفظ مياه الأمطار، وميناء بحري صغير. يقوم السكان بالتجارة وصيد الأسماك والزراعة ، و تربية المواشي والأغنام.